# Teatrul Republican de Păpuși „Licurici”
Teatrul Republican de Păpuși „Licurici” din Chișinău a fost fondat pe 15 octombrie 1945. În 1966, "Licurici" devine membru al UNIMA în cadrul UNESCO. Titus Jucov a stat la cârma teatrului între 1979 - 17 noiembrie 2013.
Teatrul, pe parcursul celor 68 de stagiuni, a montat 315 spectacole după cele mai renumite basme de Mihai Eminescu, Ion Creangă, Hans Christian Andersen, Frații Grimm, Carllo Collodi, Gianni Rodari, Antoine de Saint-Exupéry, Vlas Doroșevici, Alexander Pușkin, Nikolai Gogol, Evgheni Șvarț, Petre Ispirescu. De asemenea și de dramaturgi contemporani, ca: Petru Cărare, Gheorghe Urschi, Emilia Plugaru, Valeria Grosu, Ludmila Sobietschy, Andrei Strâmbeanu, Iulian Filip, Veronica Boldișor, Gheorghe Calamanciuc, Grigore Vieru și Ion Puiu. 
În 1995 Teatrul a sărbătorit 50 ani de activitate artistică și organizează prima ediție a Galei Internaționale a Teatrelor de Păpuși "Licurici-50", la care participă teatre din România, Bulgaria, Germania, Franța, Ucraina, Rusia, Turcia. 